# 施特拉尔松德
施特拉尔松德（德語：Stralsund，發音：[ˈʃtʁaːlzʊnt] ⓘ），官方名称汉萨城施特拉尔松德（Hansestadt Stralsund），是德国梅克伦堡-前波美拉尼亚州前波美拉尼亚-吕根县的城市，也是前波美拉尼亚-吕根县的县治，面积54.14平方千米，2023年12月31日人口为59,450人，是该州第五大城市，仅次于罗斯托克、什未林、新勃兰登堡和格赖夫斯瓦尔德。
该市因地处施特雷拉海峡，有桥梁连接德国第一大岛吕根岛，又被称为“吕根岛的门户”。2002年6月27日，该市與维斯马共同成为聯合國教科文組織世界遺產。

## 地理
区域中心城市罗斯托克位于施特拉尔松德以西，什切青都会区位于该市东部，柏林都会区位于该市东南，汉堡都会区位于该市以西，哥本哈根-马尔默都会区位于该市以北。格赖夫斯瓦尔德位于该市东南方30千米处，与其共同构成州内四大区域中心之一。
施特拉尔松德附近的帕罗、普龙和文多夫等城镇以前都是小村庄，1990年后随着市区人口外迁和郊区人口进城工作，这些城镇得以快速发展。该市周边还有巴尔特、格里门和里布尼茨-达姆加滕等城市。

## 友好城市
截至2021年2月，施特拉尔松德共与八座城市结为友好城市关系：
- 芬兰 波里（1964年）
- 拉脫維亞 文茨皮尔斯（1969年）
- 德国 基尔（1987年）
- 波蘭 什切青旧城（1987年）
- 瑞典 马尔默（1991年）
- 丹麦 斯文堡（1992年）
- 瑞典 特雷勒堡（2000年）
- 中华人民共和国 黄山市（2015年）